# Santa Maria della Speranza (Rom)
Santa Maria della Speranza a Val Melaina ist eine römisch-katholische Pfarr- und Titelkirche im römischen Quartier am Piazza A. Fradeletto.

## Geschichte
Die Pfarrei wurde 1968 durch ein Dekret von Kardinalvikar Angelo Dell’Acqua errichtet und den Salesianer Don Boscos zur Seelsorge anvertraut. Das Pfarrleben fand vor dem Kirchbau in der benachbarten Päpstliche Universität der Salesianer statt. 1970 wurde die Pfarrei von Papst Paul VI. besucht.
Die Grundsteinlegung fand 1988 statt und die Fertigstellung fand 1995 statt. Am 10. Dezember 1995 wurde die Kirche durch Kardinalvikar Camillo Ruini geweiht. 1997 fand ein Besuch durch Papst Johannes Paul II. statt.
Am 21. Februar 2001 wurde sie durch Papst Johannes Paul II. zur Titelkirche erhoben.

## Kardinalpriester
Bisher einziger Titelträger ist:
Óscar Andrés Rodríguez Maradiaga, S.D.B., Erzbischof von Tegucigalpa, seit 21. Februar 2001